# NGC 6297
NGC 6297 (również NGC 6298, PGC 59525 lub UGC 10690) – galaktyka soczewkowata (S0), znajdująca się w gwiazdozbiorze Smoka. Jest to galaktyka z aktywnym jądrem typu LINER.
Odkrył ją Lewis A. Swift 8 lipca 1885 roku. Ponownie obserwował ją 1 sierpnia tego samego roku, lecz błędnie uznał, że to inny obiekt i skatalogował ją po raz drugi. John Dreyer w swoim New General Catalogue skatalogował obie obserwacje Swifta jako NGC 6297 i NGC 6298.